# Sandro Klić
Sandro Klić (Fiume, 5 ottobre 1981) è un ex calciatore croato, di ruolo attaccante.

## Statistiche

### Cronologia presenze e reti in nazionale
| Cronologia completa delle presenze e delle reti in nazionale ― Croazia under 21 | Cronologia completa delle presenze e delle reti in nazionale ― Croazia under 21 | Cronologia completa delle presenze e delle reti in nazionale ― Croazia under 21 | Cronologia completa delle presenze e delle reti in nazionale ― Croazia under 21 | Cronologia completa delle presenze e delle reti in nazionale ― Croazia under 21 | Cronologia completa delle presenze e delle reti in nazionale ― Croazia under 21 | Cronologia completa delle presenze e delle reti in nazionale ― Croazia under 21 | Cronologia completa delle presenze e delle reti in nazionale ― Croazia under 21 |
| Data                                                                            | Città                                                                           | In casa                                                                         | Risultato                                                                       | Ospiti                                                                          | Competizione                                                                    | Reti                                                                            | Note                                                                            |
| ------------------------------------------------------------------------------- | ------------------------------------------------------------------------------- | ------------------------------------------------------------------------------- | ------------------------------------------------------------------------------- | ------------------------------------------------------------------------------- | ------------------------------------------------------------------------------- | ------------------------------------------------------------------------------- | ------------------------------------------------------------------------------- |
| 20-8-2002                                                                       | Lubiana                                                                         | Slovenia under 21                                                               | 1 – 0                                                                           | Croazia under 21                                                                | Amichevole                                                                      | -                                                                               | 51’                                                                             |
| 11-2-2003                                                                       | Sebenico                                                                        | Croazia under 21                                                                | 0 – 0                                                                           | Polonia under 21                                                                | Amichevole                                                                      | -                                                                               | 58’                                                                             |
| 10-6-2003                                                                       | Valga                                                                           | Estonia under 21                                                                | 0 – 0                                                                           | Croazia under 21                                                                | Qual. Europeo Under-21 2004                                                     | -                                                                               |                                                                                 |
| 19-8-2003                                                                       | Londra                                                                          | Inghilterra under 21                                                            | 0 – 3                                                                           | Croazia under 21                                                                | Amichevole                                                                      | -                                                                               | 53’                                                                             |
| 10-10-2003                                                                      | Zaprešić                                                                        | Croazia under 21                                                                | 0 – 1                                                                           | Bulgaria under 21                                                               | Qual. Europeo Under-21 2004                                                     | -                                                                               | 90+2’                                                                           |
| Totale                                                                          |                                                                                 | Presenze                                                                        | 5                                                                               |                                                                                 | Reti                                                                            | 0                                                                               |                                                                                 |